# Iglesia de San Julián (Cantalojas)
La iglesia de San Julían es un templo católico situado en el n.º 12 de la calle de la Iglesia en la localidad de Cantalojas (Guadalajara).

## Planta
Su planta es rectangular, de estilo románico del s. [cita requerida] con nave (2) rematada por ábside (3) de cabecera plana y torre-campanario (5) situada en la fachada occidental. El acceso se efectúa por el pórtico (1) sur protegido por un atrio.
El templo sufrió importantes reformas en el siglo XIX  realizadas en mampostería, salvo el ábside, los refuerzos de las esquinas, contrafuertes y la tercera planta de la torre, realizados en sillar de buena calidad, posiblemente reaprovechado del templo anterior, como parecen sugerir las marcas de cantero identificadas en algunas zonas. 
|  | Leyenda de la imagen 1. Pórtico sur; acceso al templo. 2. Nave. 3. Presbiterio y ábside. 4. Sacristía. 5. Torre-campanario. 6. Signos lapidarios. |

## Marcas de cantero
Se han identificado un total de 33 signos de 11 tipos y 1 inscripción situados en el exterior del templo; se distribuyen de la siguiente forma:

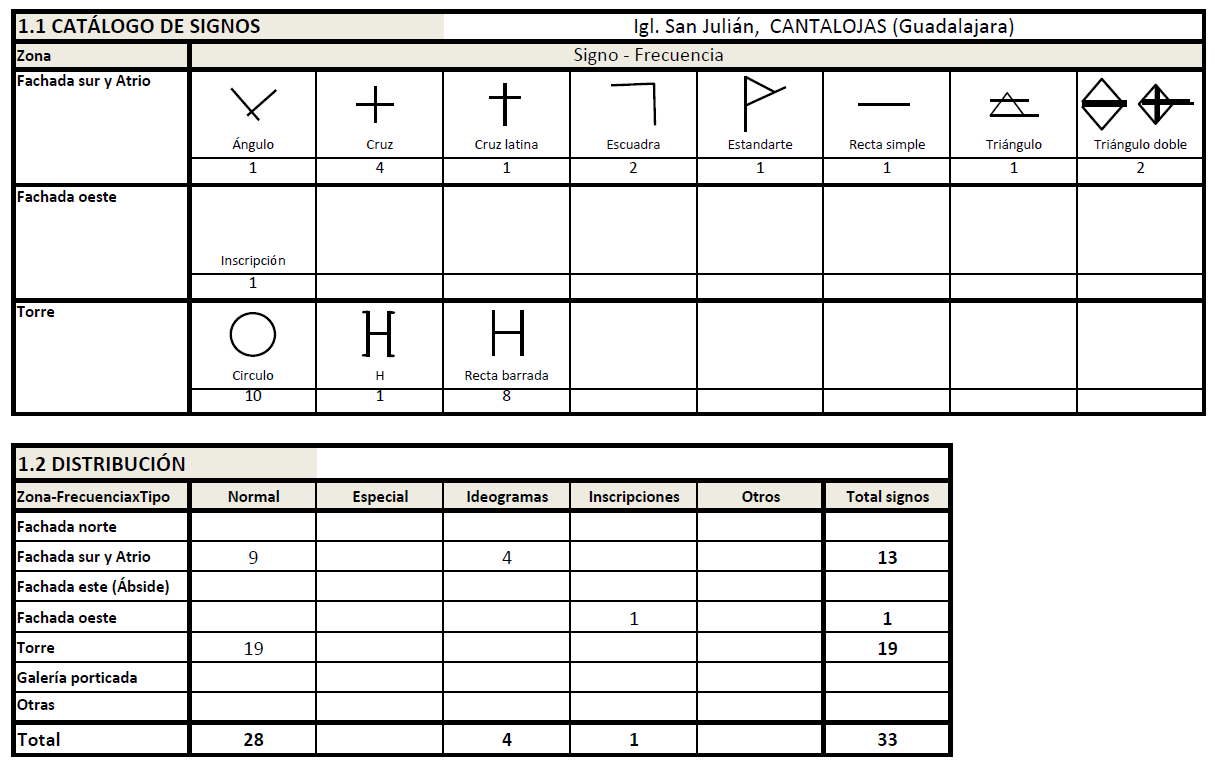
Catálogo de signos lapidarios del templo. Ver Planta.

- Wikimedia Commons alberga una categoría multimedia sobre Marcas de cantero en la Iglesia de San Julián.